# Adolph Edwin Medlycott

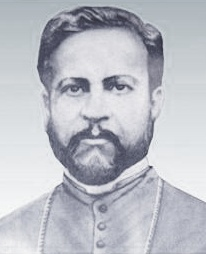
Adolph Edwin Medlycott, nach 1886 und vor 1891

Adolph Edwin Medlycott (* 15. Mai 1838 in Chittagong, damals Britisch-Indien, heute Bangladesch; † 4. Mai 1918 in Bangalore, Indien) war ein katholischer Titularbischof sowie Apostolischer Vikar von Trichur, Kerala und ein bedeutender indischer Kirchenhistoriker.

## Leben und Wirken
Adolph Edwin Medlycott wurde als Sohn englischer Eltern in Britisch-Indien geboren, sein früh verstorbener Vater trug den gleichen Namen wie er. Er wuchs in Indien auf und ging dort zur Schule, später besuchte er das Kolleg der Propaganda (Glaubensverkündigung) in Rom, die heutige Päpstliche Universität Urbaniana.
Am 17. März 1861 empfing Medlycott die Priesterweihe für das Apostolische Vikariat Bengalen, das später zum Erzbistum Kalkutta umgewandelt wurde. Danach war er als Militärkaplan im Punjab tätig; schließlich berief man ihn als Professor der Rhetorik an die Urbaniana nach Rom zurück.
1887 wurden in Indien die katholischen Thomaschristen des ostsyrischen Ritus, die heutigen Syro-Malabaren, generell aus der lateinischen Jurisdiktion herausgelöst und exklusiv für sie (unter lateinischen Titularbischöfen) die Apostolischen Vikariate Trichur und Kottayam geschaffen.
Zum ersten Apostolischen Vikar von Trichur und zum Titularbischof von Tricomia ernannte Papst Leo XIII., am 13. September 1887, den lateinischen Anglo-Inder Adolph Edwin Medlycott, dem die Aufgabe zufiel, den neuen Sprengel komplett aufzubauen. Die Bischofsweihe spendete ihm am 11. Dezember desselben Jahres in Ootacamund der Apostolische Delegat und spätere Kardinal Andrea Aiuti; Mitkonsekratoren waren Etienne-Auguste-Joseph-Louis Bardou MEP, Bischof von Coimbatore, und Henrique José Reed da Silva, Bischof von São Tomé de Meliapore.
Am 18. Dezember 1887 trat Medlycott sein Amt als Apostolischer Vikar an und leitete das Vikariat Trichur bis zum 11. August 1896, als sein einheimischer Sekretär und Vertrauter John Menacherry (1857–1919) die Nachfolge antrat, da der Papst ab diesem Zeitpunkt die Vikariate der Thomaschristen mit Bischöfen ihres eigenen Ritus besetzte.
Medlycott resignierte von seinem Bischofsamt und zog sich nach Bangalore zurück, wo er sich hauptsächlich wissenschaftlichen Arbeiten widmete. Sein besonderes Interesse galt der indischen Kirchengeschichte: Er publizierte nach eingehenden Studien 1905 das bis heute als Standardwerk geltende Buch India and the Apostle Thomas. Bei einem Besuch der Kirche von Parur hatte Adolph Edwin Medlycott bereits 1888 das verschollene Grab von Francisco Roz SJ († 1624), dem ersten lateinischen Erzbischof von Angamaly entdeckt.
Medlycott gründete 1889 in Trichur die renommierte Hochschule St. Thomas College.
Adolph Edwin Medlycott starb 1918 in Bangalore. 1945 wurden seine Gebeine nach Trichur (jetzt Thrissur) umgebettet, wo sie seit 1950 in der Krypta der Lourdes-Kathedrale ruhen.

## Werke
- India and the Apostle Thomas. An inquiry with a critical analysis of the Acta Thomae.; Neuauflage Gorgias Press LLC, 2005, USA, ISBN 1-59333-180-0 (Link zur Onlineausgabe).